# Honda N360
Honda N360 – mały, kompaktowy samochód produkowany przez koncern Honda od marca 1967 do 1970. Pod nazwą N600 i większych rozmiarach auto produkowane do 1972.

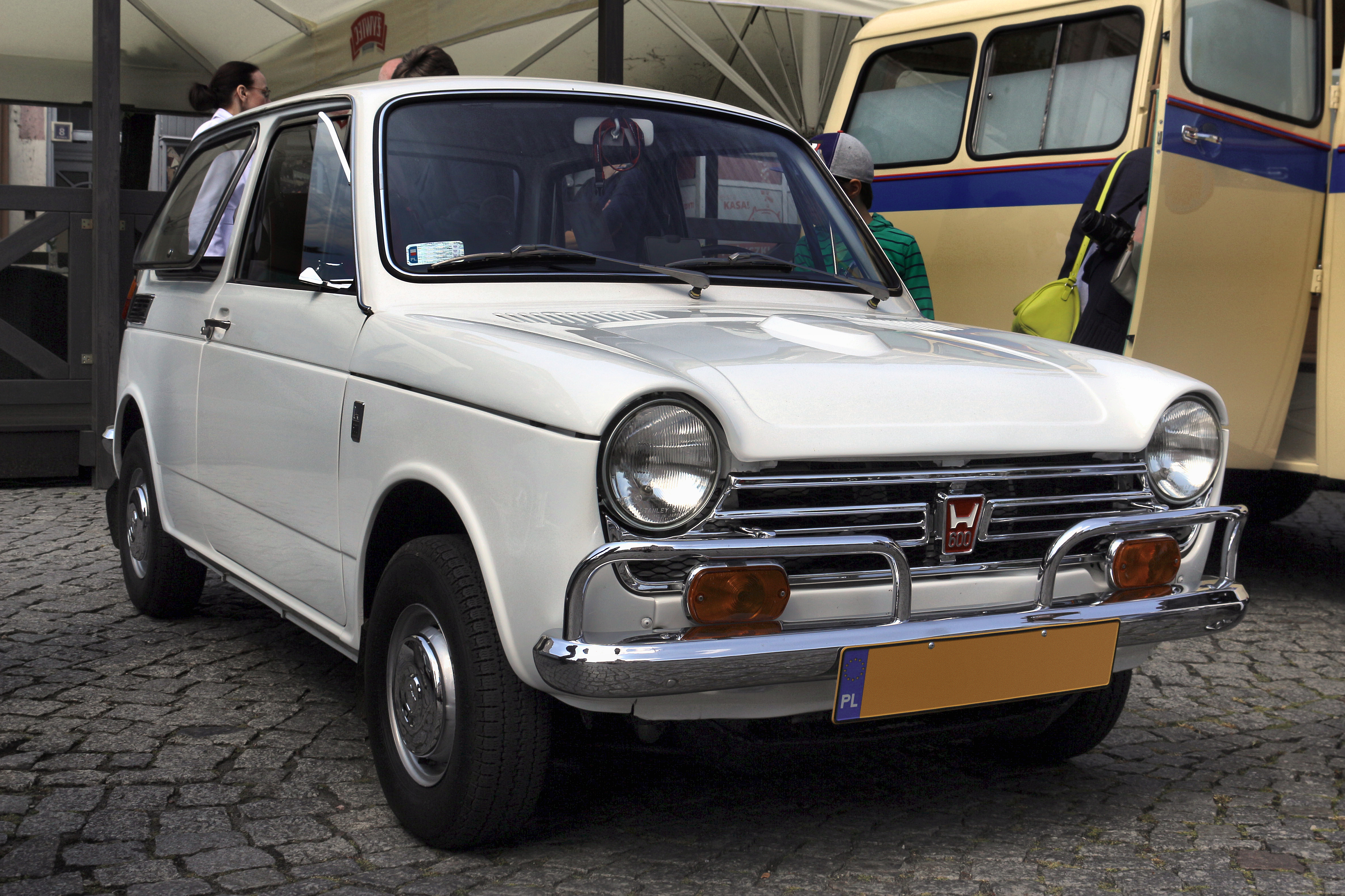
Honda N600 Touring